# Les Babysitters
Pour les articles homonymes, voir Les Baby-Sitters.
Pour plus de détails, voir Fiche technique et Distribution.
Les Babysitters (The Babysitters) est un film américain réalisé par David Ross, sorti en 2008.

## Résumé
Shirley Lyner (Katherine Waterston), étudiante sans histoire de 16 ans, fait du baby-sitting pour se faire de l'argent de poche. Un soir, elle a une aventure avec Michael Beltran (John Leguizamo) qui la raccompagne après qu'elle a gardé ses enfants. Il la paye pour ses services en la déposant chez elle. 
Michael raconte leur histoire à son ami Jerry (Andy Comeau) qui contacte Shirley pour lui trouver une baby-sitter. C'est son amie Melissa (Lauren Birkell) qui assurera le service. 
Bien vite, la réputation de cette agence de « baby-sitters / call girls » se propage, et Shirley devient proxénète en employant ses camarades du lycée.

## Fiche technique
- Titre original : The Babysitters
- Réalisation : David Ross
- Scénario : David Ross
- Musique : Chad Fischer
- Production :
- Sociétés de production :
- Société de distribution : Peace Arch Releasing
- Pays d’origine :  États-Unis
- Langue : anglais
- Genre : drame
- Durée : 90 minutes
- Dates de sortie : 9 mai 2008 (États-Unis)
- Dates de sortie en vidéo :

## Distribution
- Katherine Waterston (VF : Agathe Schumacher) : Shirley Lyner
- John Leguizamo (VF : Boris Rehlinger) : Michael Beltran
- Lauren Birkell (VF : Adeline Chetail) : Melissa Rowan
- Cynthia Nixon (VF : Marie-Frédérique Habert) : Gail Beltran
- Andy Comeau (VF : Renaud Marx) : Jerry Tuchman
- Jason Dubin (VF : Franck Capillery) : George
- Louisa Krause : Brenda Woodberg
- Halley Wegryn Gross (VF : Camille Donda) : Nadine Woodberg
- Bridget Regan (VF : Valérie Siclay) : Tina Tuchman
- Spencer Treat Clark (VF : Yoann Sover) : Scott Miral
- Alexandra Daddario : Barbara Yates
- Denis O'Hare (VF : Éric Legrand) : Stan Lyner, le père de Shirley
- Ethan Phillips : Mark Wessler
- Ann Dowd : Tammy Lyner